# シュガーヒル (ニューヨーク市)
シュガー・ヒル (Sugar Hill) は、アメリカ合衆国ニューヨーク州ニューヨーク市マンハッタン区北部の地区名である。
この地区は、ハミルトン・ハイツ (en) と呼ばれる地区の一部である。さらに広くは、ハーレムまたはウエスト・ハーレムというエリアに含まれる。おおよそのこの地区の南端は西145丁目、北端は西155丁目、西端はアムステルダム・アベニュー、東端はエッジコーム・アベニュー (Edgecombe Avenue) であるとされる。

## 概要
シュガーヒルはハーレム随一の高級住宅街である。
1800年代後期に、白人中産階級、上流階級のために開発されたため、古きヨーロッパを思わせるレンガ造りの美しい街並が続く。
ハーレム・ルネサンス期の1920年代頃から、社会的に成功した黒人層が住み始めるようになった。
シュガーヒルとは、文字通りに「甘い丘」。ある意味で「成功の甘い丘」といったニュアンスでこの名が定着したとされる。
この地区のすぐ南にあるセント・ニコラス公園の西側にはニューヨーク市立大学シティカレッジキャンパスが隣接し、その丘の頂には、壮麗なネオ・ゴシック様式の尖塔Shepard Hallが聳える。
デューク・エリントンの「A列車で行こう」にも歌われた。
1970年代のヒップホップの先駆者と言われるシュガーヒル・ギャングはこの街に由来する。